# 郭辉 (1985年)
郭辉（1985年5月22日—），男，辽宁大连人，中国足球运动员，司职中场或前锋，目前属于中超青岛中能。

## 生平
郭辉早年从大连实德的青年队进入实德系的大连长波，是球队参加甲级联赛的主力前锋。2008年初，他被青岛中能签入，但是次年即被挂牌，并未进入2009赛季一线队名单。